# بينياغراند (محطة مترو أنفاق مدريد)
بينياغراند (بالإسبانية: Peñagrande)‏ هي محطة مترو أنفاق في مدريد في إسبانيا، تقع على الخط رقم 7.